# Nyctiophylax
Nyctiophylax är ett släkte av nattsländor. Nyctiophylax ingår i familjen fångstnätnattsländor.

## Dottertaxa tillNyctiophylax, i alfabetisk ordning[1]
- Nyctiophylax abaya
- Nyctiophylax abruptus
- Nyctiophylax adaequatus
- Nyctiophylax affinis
- Nyctiophylax africanus
- Nyctiophylax akastos
- Nyctiophylax althaia
- Nyctiophylax amaltheia
- Nyctiophylax amo
- Nyctiophylax amphonion
- Nyctiophylax amykos
- Nyctiophylax angarensis
- Nyctiophylax anoana
- Nyctiophylax antaios
- Nyctiophylax antenor
- Nyctiophylax apicatus
- Nyctiophylax archemoros
- Nyctiophylax argentensis
- Nyctiophylax argentinus
- Nyctiophylax aristaios
- Nyctiophylax armigera
- Nyctiophylax aurorae
- Nyctiophylax banksi
- Nyctiophylax barrorum
- Nyctiophylax basispinosus
- Nyctiophylax brenguesi
- Nyctiophylax cascadensis
- Nyctiophylax celta
- Nyctiophylax chiangmaiensis
- Nyctiophylax cornifera
- Nyctiophylax denningi
- Nyctiophylax devanampriya
- Nyctiophylax dicellatus
- Nyctiophylax digitatus
- Nyctiophylax echion
- Nyctiophylax eidolonus
- Nyctiophylax elongatus
- Nyctiophylax esli
- Nyctiophylax flavus
- Nyctiophylax gyratus
- Nyctiophylax hittigegama
- Nyctiophylax hjangsanchonus
- Nyctiophylax icelus
- Nyctiophylax kabaensis
- Nyctiophylax kadowakii
- Nyctiophylax khaosokensis
- Nyctiophylax khaoyaiensis
- Nyctiophylax kisoensis
- Nyctiophylax lumarius
- Nyctiophylax maath
- Nyctiophylax makiensis
- Nyctiophylax meridionalis
- Nyctiophylax moestus
- Nyctiophylax morsei
- Nyctiophylax muhnianus
- Nyctiophylax naggai
- Nyctiophylax nahum
- Nyctiophylax neotropicalis
- Nyctiophylax nephophilus
- Nyctiophylax noctiflavus
- Nyctiophylax occidentalis
- Nyctiophylax orientalis
- Nyctiophylax padangensis
- Nyctiophylax parvus
- Nyctiophylax pongdiatensis
- Nyctiophylax repandus
- Nyctiophylax rhamphodes
- Nyctiophylax sagax
- Nyctiophylax salma
- Nyctiophylax sarug
- Nyctiophylax serratus
- Nyctiophylax simaritensis
- Nyctiophylax sinensis
- Nyctiophylax spiculatus
- Nyctiophylax suthepensis
- Nyctiophylax synorius
- Nyctiophylax tacuarembo
- Nyctiophylax taiwanensis
- Nyctiophylax tallawakanda
- Nyctiophylax temburongensis
- Nyctiophylax tonngachang
- Nyctiophylax traunensis
- Nyctiophylax uncus
- Nyctiophylax valmiki
- Nyctiophylax vetulya
- Nyctiophylax visitus
- Nyctiophylax zadok